# Seahailî (Runivșciîna), Poltava
Seahailî (în ucraineană Сягайли) este un sat în comuna Runivșciîna din raionul Poltava, regiunea Poltava, Ucraina.

## Demografie
Componența lingvistică a localității Seahailî
     Ucraineană (95%)
     Rusă (5%)
Conform recensământului din 2001, majoritatea populației localității Seahailî era vorbitoare de ucraineană (95%), existând în minoritate și vorbitori de rusă (5%).